# Kubatkin (chutor)
Kubatkin (ros. Кубаткин) – chutor w zachodniej Rosji, w sielsowiecie kazaczełokniańskim rejonu sudżańskiego w obwodzie kurskim.

## Geografia
Miejscowość położona jest nad rzeką Sudża, 8,5 km od granicy z Ukrainą, 1,5 km od centrum administracyjnego sielsowietu kazaczełokniańskiego (Kazaczja Łoknia), 7 km od centrum administracyjnego rejonu (Sudża), 83,5 km od Kurska.
W granicach miejscowości znajduje się 45 posesji.

## Demografia
W 2010 r. miejscowość zamieszkiwały 33 osoby.